# Спасович, Владимир Данилович
Влади́мир Дани́лович Спасо́вич (бел. Уладзімір Данілавіч Спасо́віч; пол. Włodzimierz Spasowicz; 16 января 1829, Речица Минской губернии, ныне Гомельской области — 26 октября 1906, Варшава) — русский юрист-правовед, адвокат, польский публицист, критик и историк польской литературы, общественный деятель.

## Биография

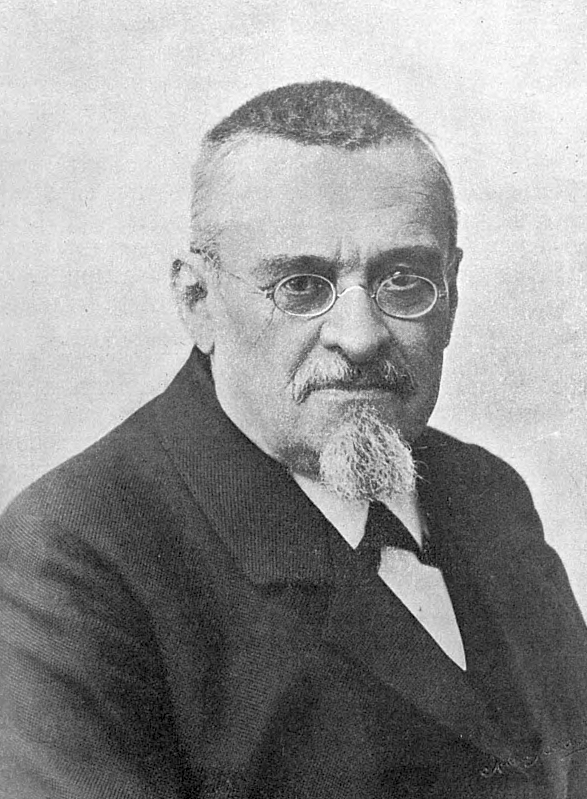
В. Д. Спасович

Владимир Данилович Спасович родился 16 января 1829 года в семье врача, в Минской губернии, православный. Отец — Даниил Осипович Спасович (с 1832 года инспектор Минской врачебной управы), доктор медицины и хирургии, мать — Феофила Михайловна Крейц. Дед Спасовича по отцу — Осип — был униатским священником в одном из храмов Минска.
Сам Спасович написал: «Я антицерковник, антинационалист и антигосударственник… В детстве я окунулся в другую среду, точно в глубокое озеро, в волнах которого я поздоровел и окреп. Это озеро была моя родина, моя Литва, или Белая или Чёрная Русь, — разные разно её называли. Моя родина преподана была мне в готовой форме, культурной и исторической, в форме польской культуры».
Начальное образование получил в Минской гимназии, которую окончил с золотой медалью в 1845 году. В 1849 году окончил юридический факультет Петербургского университета. Через два года защитил магистерскую диссертацию на кафедре международного права «О правах нейтрального флага и нейтрального груза». В 1857—1861 годах был профессором криминального права Петербургского университета. В 1861 году после студенческих волнений вместе с группой других профессоров оставил университет и преподавал криминальное право в Училище правоведения.
В 1863 году издал «Учебник криминального права», за который ему была присуждена учёная степень доктора права. Один из первых выступил с резкой критикой «Уложения о наказаниях криминальных и исправительных» 1845 года.
31 мая 1866 году в связи с судебной реформой стал адвокатом. Современники отмечают научный подход В. Д. Спасовича к адвокатской работе. Речи Владимира Даниловича отличались строгой композицией, подлинно научным анализом доказательств. Он часто подвергал сомнению и оспаривал сомнительные утверждения экспертов, так как обладал глубокими знаниями во многих специальных дисциплинах (в частности, в судебной медицине). В. Д. Спасович всегда уделял огромное внимание предварительной подготовке и не любил экспромтов. Интересно, что, начиная свои речи, В. Д. Спасович немало удивлял ранее незнакомых с его выступлениями слушателей. Вначале он всегда начинал как бы с трудом, чуть ли не заикаясь, но через пару минут оратор преображался и произносил свою речь в полном блеске мысли и формы. Сейчас невозможно сказать, было ли такое начало приёмом («работа на контрасте») либо органическим свойством Владимира Даниловича, однако в конце речей аудитория всегда была покорена. Речи В. Д. Спасовича ценили его коллеги. Анатолий Фёдорович Кони, давая характеристику В. Д. Спасовичу, писал:
В числе многих и многие годы я восхищался его оригинальным, непокорным словом, которое он вбивал, как гвозди, в точно соответствующие им понятия, — любовался его горячими жестами и чудесной архитектурой речи, неотразимая логика которых соперничала с глубокой их психологией и указаниями долгого, основанного на опыте житейского раздумья.
Владимир Спасович сделал значительный вклад в разработку проблем психофизиологии, участвовал в заседаниях и входил в состав Психиатрического общества при Военно-медицинской академии. Являлся членом польского литературного общества имени Адама Мицкевича во Львове.
С 1900 года — почётный доктор Ягеллонского университета в Кракове. Один из учредителей Варшавского научного общества. Почётный член Познанского общества любителей наук.
В 1872 году Владимир Спасович выкупил 1600 десятин земли у графа Якубовского, который владел Калиновкой и прилегающими землями. Землю он сдавал в аренду заводам по производству сахара. В 45 километрах от Калиновки он построил усадьбу в д. Лемешевка (ныне Калиновский район Винницкой области), сейчас в ней расположен Лемешевский мужской монастырь.
Умер 26 октября 1906 года в Варшаве от гриппа. Поскольку у него не было семьи, все свои сбережения завещал Академии наук в Варшаве и фонду воспитанников Петербургского римско-католического общества.

## Учебник уголовного права
В 1863 году на свет появился один из лучших учебников уголовного права, автором которого стал В. Д. Спасович. До появления учебника самыми выдающимися пособиями для изучения уголовного права были сочинения московского профессора Сергея Ивановича Баршева «О мере наказания» (1840 г.) и «Общие начала теории и законодательств о преступлениях и наказаниях». Позже А. Ф. Кони писал, что «архаические взгляды на существенные вопросы вменения и наказания излагались с педантизмом отрешённого от жизни кабинетного учёного». Книга В. Д. Спасовича представляла собой «светлое и отрадное явление».
... очень чувствовалось влияние Бернера, но целые отделы были обработаны самостоятельно, язык был образен и силён, картины ярки, а критический разбор Уложения о наказаниях 1845 года, составивший главу VII учебника, был первым и блестящим опытом серьёзной критики законодательного сборника…
Учебник был написан с использованием лекций Спасовича, которые пользовались необыкновенной популярностью. Вместе с тем, появление учебника вызвало большие нападки реакционной профессуры, которая подвергла жестокой критике прогрессивные положения, выдвинутые в нём. В 1864 году по указу Александра II учебник был запрещён. Созданная «высочайшим указом» специальная комиссия во главе с шефом жандармов Долгоруковым обнаружила в учебнике более 36 мест, «в которых содержались враждебные мысли», дурно пахнущие нормами «гнилого Запада». Согласно царскому указу учебник был конфискован. В. Д. Спасович, избранный к этому времени ординарным профессором Казанского университета, к исполнению служебных обязанностей допущен не был.

## Публицистика и исследования
Сотрудничал с газетами «Санкт-Петербургские ведомости» и либеральным журналом «Вестник Европы». С 1882 г. издавал в Петербурге газету «Kraj» («Край»), с 1883 г. издавал в Варшаве один из наиболее популярных польских еженедельников «Ateneum» («Атенеум»). В 1895 г. проводил переговоры с лондонским Фондом Вольной русской прессы по вопросу сотрудничества. В 2010 г. на польском языке была издана его книга под названием «Либерализм и народничество. Избранные труды» («Liberalizm i narodowość: Wybór pism»).
Исследовал проблемы истории и культуры западноевропейских и славянских стран. Перевёл с латинского и издал в Петербурге книгу польского историка XVI столетия С. Ожельского «Восемь книг бескоролевья с 1572 по 1576г», участвовал в подготовке к печати издания «Volumina Legum» («Свод законов»; 1859—1860). В конце 1850-х готовил к изданию Статуты ВКЛ (не были изданы в связи с восстанием 1863—1864гг.).
Автор исторических и юридических исследований: «Новейшая история Австрии» (1872), «Жизнь и политика маркиза Вельяпольского» (1882), «Черногория и законник Богишича» (1889), «Очерк истории польской литературы» (вошла в книгу «История славянских литератур», 2-е изд., Т. 1—2, 1879—1881, совместно с А. Н. Пыпиным). В 1899 г. была издана книга «Литературоведение: Владислав Сырокомля» («Władysław Syrokomla: Studjum literackie»).
При жизни издал своё собрание сочинений (Спасович В. Д. Сочинения. СПб., 1889—1902. Т. 1—10). Собрание его сочинений на польском языке издано в 7 томах («Pisma», Санкт-Петербург, 1892—1899).
Владимир Спасович посвятил ряд статей творчеству А. С. Пушкина, М. Ю. Лермонтова, И. С. Тургенева, В. С. Соловьёва, В. Шекспира, Д. Байрона, А. Мицкевича. Подготовил статью «Взгляд на русскую литературу, на её главные органы и партии в конце 1858 года», которая печаталась в газете «Słowo» («Слово»). Долгое время он возглавлял в Петербурге Шекспировский кружок, куда входили А. Ф. Кони, С. А. Андреевский, К. К. Арсеньев, А. И. Урусов.
В 1913 году в Петербурге был издан сборник сочинений Владимира Спасовича («Сочинения». Тт. 1—10. 2 изд.). В 1981 году была издана книга «Сочинения по литературоведению» («Pisma krytycznoliterackie»).

## Дело Кроненберга
Спасович считается прототипом защитника Фетюковича в «Братьях Карамазовых» Достоевского. Данная участь Владимира Даниловича постигла после дела Кроненберга, обвиняемого в истязании своей семилетней дочери. Кроненберг высек её розгами, обнаружив, что она, сломав запор на сундуке жены, шарила там и добиралась до денег. В конечном счёте Ф. М. Достоевский одобрил оправдание Кроненберга, ибо в противном случае семья бы распалась, но порицал Спасовича за то, что своими заявлениями об обыденности телесных наказаний детей в российских семьях он перечеркнул чувство сострадания к ребёнку: «Девочка, ребёнок; её мучили, истязали, и судьи хотят её защищать, — и вот какое бы, уж, кажется святое дело!».
Другой знаменитый русский писатель — Михаил Евграфович Салтыков-Щедрин писал следующее:
... если вы не одобряете ни пощёчин, ни розог, то зачем же ввязываетесь в такое дело, которое сплошь состоит из пощёчин и розог?
Следует отметить, что В. Д. Спасович защищал Кроненберга бескорыстно, по назначению суда.

## Известные дела
- «Тифлисское дело». (Уголовное дело по обвинению братьев Николая и Давида Чхотуа, а также Коридзе, Мчеладзе и Габисония в похищении и убийстве 22 июля 1876 г. Нины Андреевской)[6]. Дело касалось рода Андреевских, очень состоятельной семьи, владевшей недвижимостью в Бессарабии, Грузии и на Урале.
- Дело Дементьева. Дементьев обвинялся в отказе выполнить приказание поручика Дагаева и его оскорблении. Дело рассматривалось Санкт-Петербургским военно-окружным судом.
- Дело Овсянникова[7][8]
- Дело Дмитриевой и Каструбо-Карицкого.
- Дело о Павле Гайдебурове
- Дело об уроженце царства Польского, дворянине Евстафии Шомберге-Колонтае
- Дело о почётном гражданине Петре Щапове
- Дело об убийстве фон Зона
- Дело о кишинёвском мировом Судье Кирияке
- «Нечаевское» дело
- Дело Мельницких
- Дело Кронеберга
- Дело партии Пролетариат
- Дело Станислава и Эмиля Янсен и Герминии Акар. 1870[9]

## Переводы
- Orzelski Ś. Bezkrólewia ksiąg osmioro, czyli dzieje Polski od zgonu Zygmunta Augusta roku 1572 az do roku 1576. Т.1. — Petersburg, Nakł. B.M. Wolffa. — 1855 (перевод В. Спасовича).
- Rudawski W. J. Historja polska od śmierci Władysława IV aż do pokoju oliwskiego, czyli dzieje panowania Jana Kazimierza od 1648 r./przeł. z łac., życiorysem i objaśnieniami uzup. Włodzimierz Spasowicz. T. 1-2. — Petersburg — Mohylew. — 1855.
- Orzelski Ś. Bezkrólewia ksiąg osmioro, czyli dzieje Polski od zgonu Zygmunta Augusta roku 1572 az do roku 1576. Т.2. — Petersburg, Nakł. B.M. Wolffa. — 1856 (перевод В. Спасовича).
- Orzelski Ś. Bezkrólewia ksiąg osmioro, czyli dzieje Polski od zgonu Zygmunta Augusta roku 1572 az do roku 1576. Т.2. — Petersburg, Nakł. B.M. Wolffa. — 1858 (перевод В. Спасовича).
- Kto ma państwo morskie... : problemy morza w opinii dawnej Polski / wybór tekstów, wstęp i objaśnienia Edmunda Kotarskiego ; [teksty łac. tł.: Jan Dymitr Solikowski, Włodzimierz Spasowicz, Maria Gurbisz]. - Gdańsk.-1970.

## Редактирование
- Льюис Дж. Г. История философии от начала её в Греции до настоящих времён / под ред. В. Спасовича. — СПб.,1865—1867.
- Богишич В. В. Общий имущественный законник для Княжества Черногорского : (По второму изд. 1898 г.) / Пер. М. П. Кусакова, под ред. В. Д. Спасовича. — Санкт-Петербург, 1901. — [2], 239 с.
- Черногория. Законы и постановления. Общий имущественный законник для Княжества Черногорского / Пер. М. П. Кусакова под ред. В. Д. Спасовича. (По 2-му изд. 1898 г.). — Санкт-Петербург, 1901.
- Очередные вопросы в Царстве Польском: Этюды и исслед. / Под ред. В. Спасовича и Э. Пильца. — 2-е изд. — Т. 1. — Санкт-Петербург, 1902.
- Potrzeby społeczne w Królestwie Polskiem : praca zbiorowa. — T. 1 / pod red. Włodz. Spasowicza, E. Piltza. — Kraków, 1902.

## Память
- В Беларуси ежегодно проводится республиканский конкурс информационных материалов по правовой тематике на приз имени В. Д. Спасовича.
- 31 мая 2024 года в Санкт-Петербурге прошла церемония установки закладного камня на месте установки будущего памятника В. Д. Спасовичу. Место для памятника определено — на бульваре на пересечении 22-й линии Васильевского острова и Большого проспекта Васильевского острова[11]. В ноябре 2024 года открыт памятник В. Д. Спасовичу, рядом со зданием юридического факультета Санкт‑Петербургского государственного университета[12].